# Бондаренко, Валерия Владимировна
Бондаренко Валерия Владимировна (род. 20 июня 1982, Кривой Рог, Днепропетровская область) — украинская теннисистка-профессионал. Мастер спорта Украины международного класса (2005). Старшая сестра теннисисток Алёны и Екатерины Бондаренко.

## Биография
Родилась 20 июня 1982 года в городе Кривой Рог.
В 1999 году окончила Республиканское высшее училище физической культуры.
С 2003 года — тренер теннисной академии «Бондарин» (село Красиловка Броварского района Киевской области).
С 2007 года училась в Институте экологии и медицины.

## Спортивная карьера
С 1996 года выступала в составе сборной команды Украины. Статус профессионала получила в 1997 году.
- 5-кратная чемпионка Украины;
- Победительница 8 турниров ITF в паре (Польша: 2000, 2002, 2003; Франция, 2002; Бельгия, 2002; Россия, 2003);
- Серебряный призёр чемпионата Европы в командном зачёте (2005).

В 2008 году завершила карьеру.

### Финалы ITF
Парный разряд: 21 (8—13)
| $100,000 турниры |
| $75,000 турниры  |
| $50,000 турниры  |
| $25,000 турниры  |
| $10,000 турниры  |

| Результат | Ранг | Дата            | Турнир                       | Покрытие    | Партнёр                 | Оппоненты                                        | Счёт               |
| --------- | ---- | --------------- | ---------------------------- | ----------- | ----------------------- | ------------------------------------------------ | ------------------ |
| Поражение | 1.   | 25 апреля 1999  | ITF Hvar, Хорватия           | грунтовое   | Алёна Бондаренко        | Шелли Стефенс Рева Хадсон                        | 2-6, 6-4, 3-6      |
| Поражение | 2.   | 6 июня 1999     | ITF Kędzierzyn-Koźle, Польша | грунтовое   | Алёна Бондаренко        | Катажина Теодорович-Лисовская Анна Белень-Жарска | 7-5, 4-6, 1-6      |
| Победа    | 1.   | 18 июня 2000    | ITF Kędzierzyn-Koźle, Польша | грунтовое   | Алёна Бондаренко        | Елена Ковальчук Ольга Лазарчук                   | 6-4, 6-2           |
| Победа    | 2.   | 2 июля 2000     | ITF Istanbul, Турция         | твёрдое     | Гульнара Фаттахетдинова | Ирина Корниенко Елена Ярышка                     | 6-2, 4-6, 6-3      |
| Поражение | 3.   | 27 мая 2001     | ITF Olecko, Польша           | грунтовое   | Екатерина Бондаренко    | Мартина Бабакова Lenka Snajdrova                 | 2-6, 2-6           |
| Поражение | 4.   | 12 августа 2001 | ITF Kędzierzyn-Koźle, Польша | грунтовое   | Алёна Бондаренко        | Петра Рацлавска Бланка Кумбарова                 | 1-6, 2-6           |
| Победа    | 3.   | 16 июня 2002    | ITF Kędzierzyn-Koźle, Польша | грунтовое   | Мария Корытцева         | Ленка Тварошкова Мартина Бабакова                | 6-3, 6-0           |
| Победа    | 4.   | 18 августа 2002 | ITF Koksijde, Бельгия        | грунтовое   | Edita Liachovičiūtė     | Зузана Черна Владимира Углиржова                 | 6-4, 6-2           |
| Поражение | 5.   | 18 августа 2002 | ITF Westende, Бельгия        | грунтовое   | Edita Liachovičiūtė     | Лесли Буткевич Николь Криз                       | 1-6, 6-7(4-7)      |
| Победа    | 5.   | 20 октября 2002 | ITF Joué-lès-Tours, Франция  | твёрдое (i) | Алёна Бондаренко        | Ясмин Вер Михаэла Паштикова                      | 7-6(7-4), 4-6, 6-3 |
| Победа    | 6.   | 1 июня 2003     | ITF Warsaw, Польша           | грунтовое   | Алёна Бондаренко        | Ирина Бремон Ольга Лазарчук                      | 6-3, 6-4           |
| Победа    | 7.   | 1 сентября 2003 | ITF Zhukovskiy, Россия       | грунтовое   | Алёна Бондаренко        | Гульнара Фаттахетдинова Мария Кондратьева        | 6-7(6-8), 6-4, 6-3 |
| Поражение | 6.   | 18 апреля 2004  | ITF Biarritz, Франция        | грунтовое   | Алёна Бондаренко        | Мария Корытцева Елена Татаркова                  | 5-7, 0-6           |
| Поражение | 7.   | 3 мая 2004      | ITF Warsaw, Польша           | грунтовое   | Наталья Богданова       | Monika Schneider Ольга Брозда                    | 6-2, 4-6, 2-6      |
| Поражение | 8.   | 23 мая 2004     | ITF Gdynia, Польша           | грунтовое   | Наталья Богданова       | Stefanie Weis Мария Вольфбрандт                  | 6-3, 3-6, 5-7      |
| Победа    | 8.   | 12 июля 2004    | ITF Lviv, Украина            | грунтовое   | Вероника Капшай         | Анна Сидорская Оксана Ужиловська                 | 6-3, 4-6, 7-6(7-2) |
| Поражение | 9.   | 1 августа 2004  | ITF Istanbul, Турция         | твёрдое     | Габриэла Веласко Андреу | Василиса Давыдова Светлана Мосякова              | 3-6, 3-6           |
| Поражение | 10.  | 8 августа 2004  | ITF Gdynia, Польша           | грунтовое   | Наталья Богданова       | Клаудиа Янс-Игначик Алиция Росольская            | 2-6, 4-6           |
| Поражение | 11.  | 20 марта 2005   | ITF Cairo, Египет            | грунтовое   | Hanna Andreyeva         | Gabriela Niculescu Моника Никулеску              | 2-6, 3-6           |
| Поражение | 12.  | 22 мая 2006     | ITF Kiev, Украина            | грунтовое   | Оксана Ужиловская       | Вероника Капшай Яна Левченко                     | 3-6, 5-7           |
| Поражение | 13.  | 11 декабря 2006 | ITF Dubai, ОАЭ               | твёрдое     | Екатерина Бондаренко    | Елена Костанич-Тошич Мервана Югич-Салкич         | 3-6, 0-6           |

## Награды
- Мастер спорта Украины международного класса (2005).